# زایش تراژدی

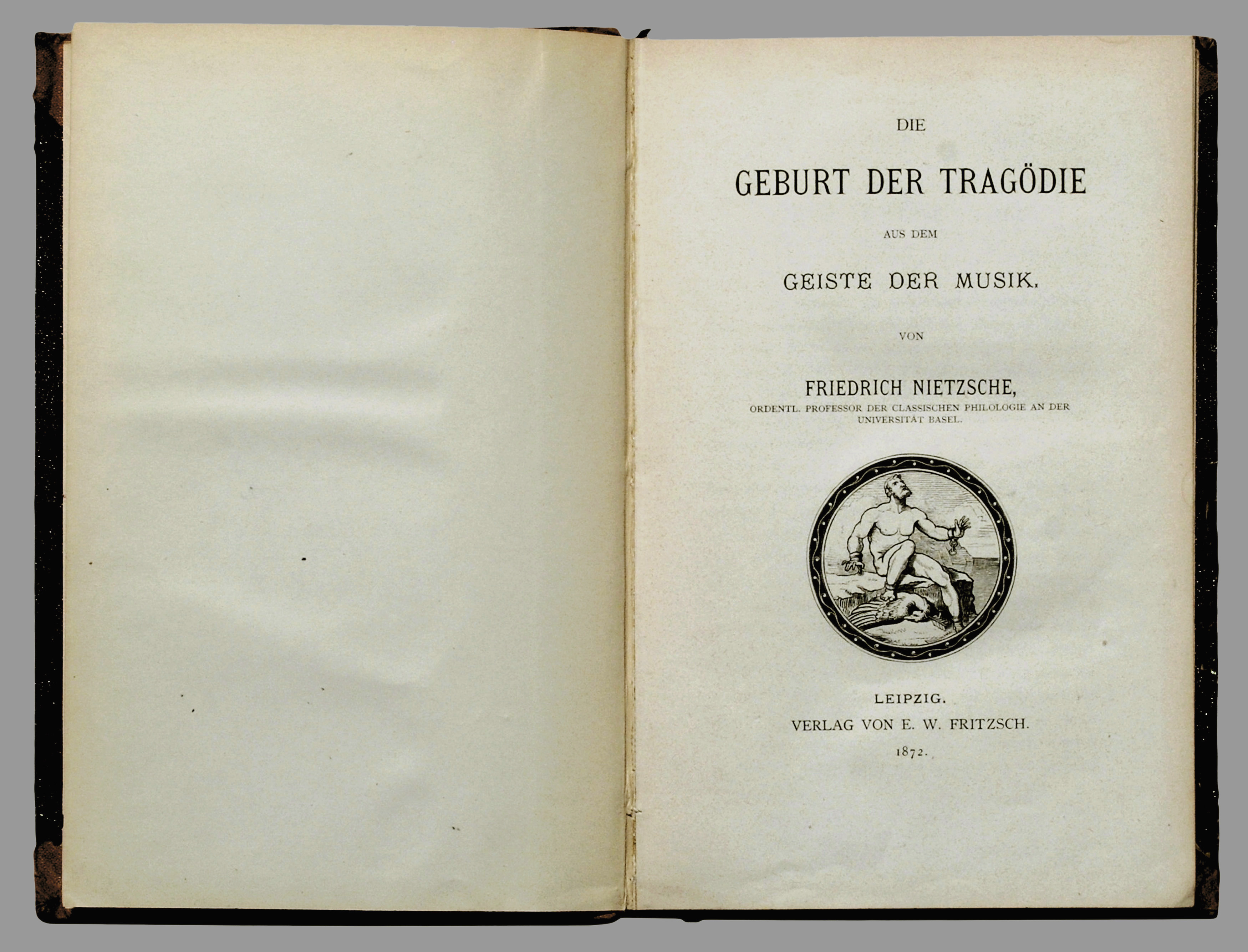
چاپ نخست ۱۸۷۲

زایش تراژدی از روح موسیقی (آلمانی: Die Geburt der Tragödie aus dem Geiste der Musik) کاری از فیلسوف آلمانی فریدریش نیچه در سال ۱۸۷۲ است. این کتاب در سال ۱۸۸۶ به عنوان زایش تراژدی یا: هلنیسم و بدبینی (Die Geburt der Tragödie, Oder: Griechentum und Pessimismus) درخواست صدور مجدد شد. نسخه بعدی شامل مقالهٔ دیباچه‌ای بود که در آن نیچه به انتقاد از خود پرداخته بود. زایش تراژدی نخستین اثر نیچه است.
نیچه در این اثر، مخالفِ نفیِ بوداییِ شوپنهاور از اراده است. او استدلال می‌کند که زندگی ارزش زندگی کردن با وجودِ سختی‌های بسیارش را دارد. نیچه جهان زیست را جهانی هراس‌آور و وحشت‌زا می بیند، اما برخلاف شوپنهاور که در نهایت تسلیم‌شدگی را واکنش انسان در برابر چنین هجومی تشخیص می‌دهد، نیچه با پی افکندن نیروی اراده و در واقع تسلیم‌ناشدگی فلسفه‌ای دیگر در قبال این جهانِ تراژیک ترسیم می‌کند: «رازی در جهان هست که زندگی را هراس‌آور و تراژیک می‌سازد»؛ اما «به یاری هنر می توان از این هراس و سویهٔ تراژیک زندگی عبور کرد.» سنت فلسفی آلمانی از آنجایی که همواره به جامعهٔ یونان باستان همچون تجلی جامعه‌ای آرمانی و انسانی و آزاد می‌نگرد، نیچه نیز در بیان نمونه‌ای عالی و حقیقی از کار هنری به دوران یونان و نیروهای آفرینندهٔ آن‌ها نظر دارد. نیچه معتقد است که «یونانیان به خوبی از راز آن دنیای پنهان باخبر بودند. بزرگی و عظمت روحشان در آن بود که تسلیم آن جهان نمی‌شدند، بلکه با آن می‌جنگیدند و همین برای آنان به معنای آری گفتن به جهان بود.» نمود این به مبارزه‌طلبی، جسارت و قدرت، دیونیسوس است. خدایی که اوج حرکت است و دشمن خمودگی، تسلیم و تحقیر: خدای رقص. «دیونیسوسی بی‌پایان است: می‌رقصد، چون رقصی بی‌پایان، جسم را در فضا نمایان می‌کند. مکان را ردّ می‌کند و او ذات موسیقی است.» حالت موسیقایی، حالتی قالبی است که بر جان هنرمند در هنگامِ آفرینش هنری سایه می‌افکند. هنرمند با روحی دیونیسوسی، جرأت نه گفتن به شرایط موجود و امّا آری گفتن برای جنگ با زندگی خشن را دارد. در اینجاست که می‌توان هنرمند را معادلی برای جانِ آزاده دانست.

## ترجمه به فارسی
این کتاب چند بار به فارسی ترجمه شده است، از جمله توسط سید سعید فیروزآبادی و رضا ولی یاری که اولی را نشر جامی و دومی را نشر مرکز منتشر کرده است.